# Francisco de Paula Otero
Francisco de Paula Otero Goyechea (n. San Salvador de Jujuy, Virreinato del Río de la Plata; 2 de abril de 1786 - f. Tarma, Perú; 12 de abril de 1854). Fue un militar de origen rioplatense, que afincado en Perú durante la época colonial sirvió en el ejército de ese país durante la Guerra de independencia. Por reconocimiento a sus servicios le fue conferida la nacionalidad peruana en 1825. Posteriormente fue uno de los generales de la Confederación Perú-Boliviana y uno de los más importantes próceres de la Independencia del Perú. Fue quien proclamó la independencia de la ciudad de Tarma el 28 de noviembre de 1820.

## Biografía
Fueron sus padres Martín de Otero García y María Luisa de Goyechea Ordóñez, miembros de una distinguida familia de San Salvador de Jujuy (actual Argentina). A la edad de 21 años se enlistó como cadete en el ejército realista pero abandonó la carrera de las armas dos años después para dedicarse al comercio dirigiéndose a la región de Charcas de donde pasó al Perú en 1809.
Francisco de Paula se estableció en la ciudad de Tarma, en la sierra central del Perú, donde contrajo matrimonio con la dama Petronila Abeleyra y Sotelo, hija de un coronel realista con quien tuvo numerosa descendencia. Sus negocios en minería, comercio y agricultura le permitieron adquirir bastas relaciones mercantiles en todo el territorio fruto de lo cual se hizo de una acomodada posición y uno de los vecinos notables de la ciudad.
Sin embargo en 1820 con el desembarco de la expedición libertadora al mando de José de San Martín, Francisco de Paula Otero se unió con entusiasmo al ejército patriota, en el cual militaba su primo Miguel Otero, con quien mantenía correspondencia continuamente. Se distinguió como organizador y comandante de guerrillas, al mando de las cuales hostilizaba constantemente al ejército realista. Por sus servicios a la causa independentista el general Juan Antonio Álvarez de Arenales le confirió el grado de coronel de Milicias y al año siguiente el libertador San Martín le otorgó la Orden El Sol del Perú.
Tras el retiro de San Martín se pone al servicio de Torre Tagle, de quien recibe los despachos de Coronel del Ejército siendo nombrado prefecto de Tarma. Seguidamente se le confiere el mando del batallón Huánuco. En 1824 comandó el batallón Nro. 1 del Ejército del Perú, cuerpo a cuyo mando combatió en la Batalla de Ayacucho. Tras la victoria fue nombrado por Bolivar prefecto de Arequipa, ciudad de la cual fue la primera autoridad republicana y en la que se juró la independencia el 6 de febrero de 1825. 
Tras el final de la guerra regresó con su familia a Tarma donde ejerció algunos cargos públicos, familias cercanas fueron: Santa María, Bedoya, Odría, Arrieta, Echelecu y Barinaga, entre otros. Volvería a tomar las armas con motivo de la creación de la Confederación Perú-Boliviana establecida por Andrés de Santa Cruz a cuyo servicio ofreció su espada cuando los restauradores peruanos, Chile y la Confederación Argentina le declararon la guerra en 1837. Como general de división comandó las tropas confederadas en el combate de Matucana en el cual fue derrotado y tras la disolución de la Confederación fue borrado del escalafón militar por los vencedores aunque sería reivindicado años después. Retirado de la vida militar y dedicado a sus actividades privadas falleció en la ciudad de Tarma en 1854.